# Badpak

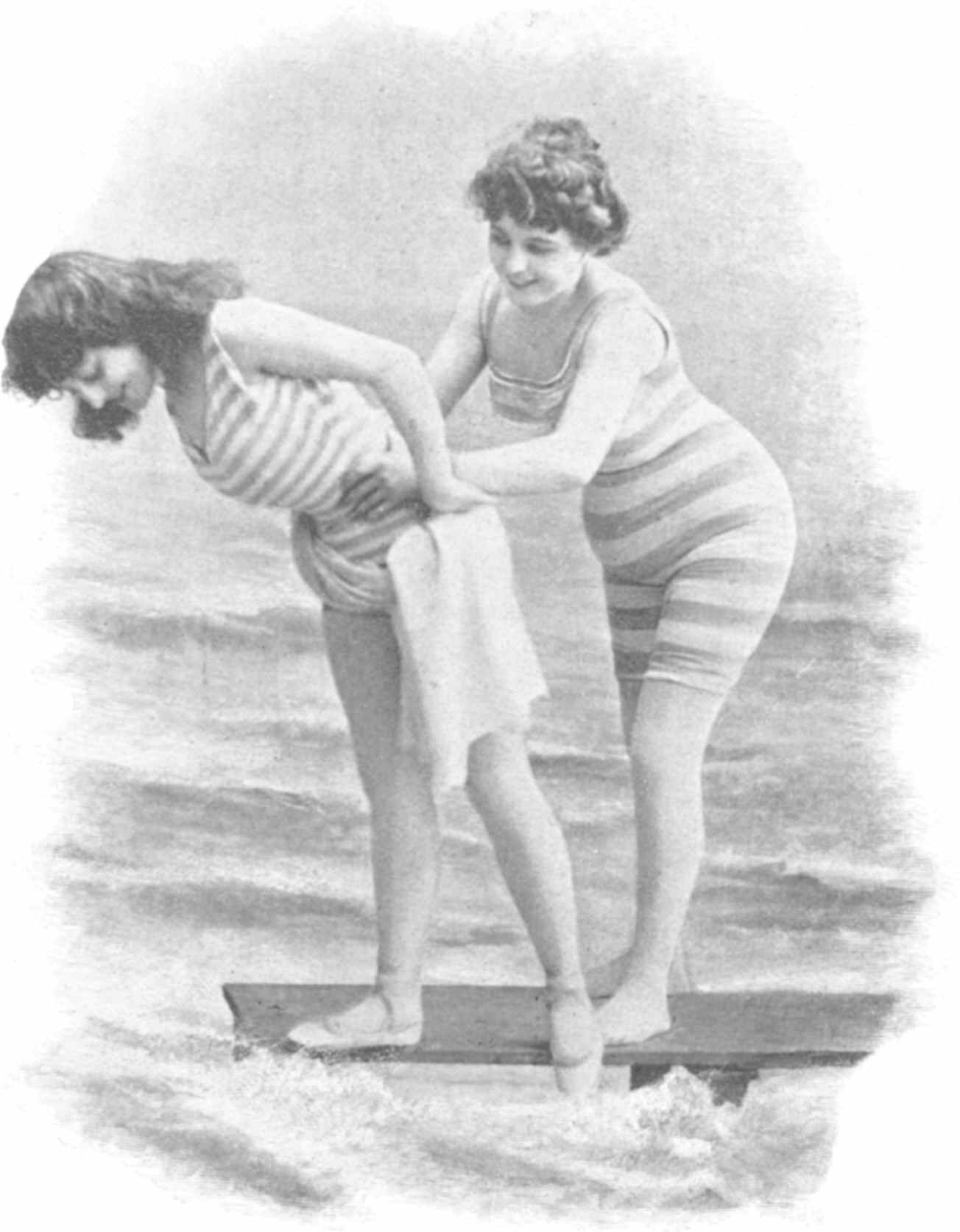
Vrouwen in badpak in 1898.

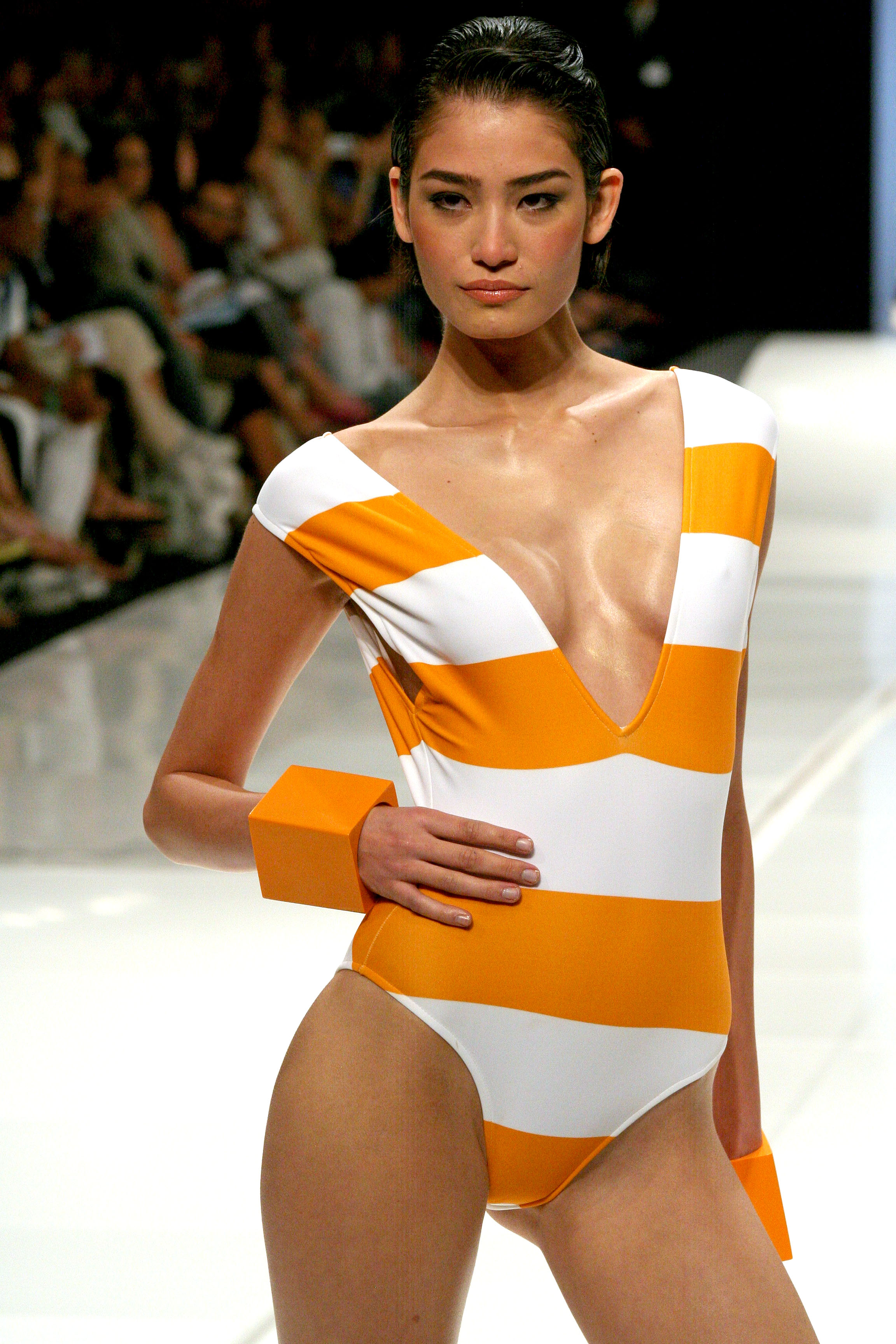
Het Braziliaanse model Juliana Imai in een modieus badpak op de Fashion Rio Verão 2007.

Een badpak is een kledingstuk dat mensen aantrekken om aan sport of andere activiteiten in het water te doen, zoals zwemmen, duiken en surfen, maar ook zonnebaden. In de ruime betekenis van het woord is een badpak elk zulk kledingstuk. In de enge betekenis van het woord gaat het specifiek om een eendelig en nauw aansluitend kledingstuk dat het merendeel van de romp bedekt. De eerste badpakken aan het begin van 20e eeuw bedekten eveneens de bovenbenen.
Hoewel er badpakken voor zowel mannen als vrouwen bestaan, worden ze vooral door meisjes en dames gedragen. Het badpak is voor dames een alternatief voor de bikini, terwijl heren in het Westen meestal een zwembroek of -short dragen. In zwemsport gaan heren vaker gekleed in sportieve badpakken, vooral met een korte broekspijp.

## Geschiedenis
In de geschiedenis van de badmode was er een ontwikkeling van badkleding naar badpak. Voordat het laatste er was droegen vrouwen brede, losse hemden tijdens het baden, die reikten tot de enkels. Vanaf de 19e eeuw veranderde het badhemd telkens weer. Het waren vooral lange badhemden en -pakken. Het was destijds de mode om niet bruin te worden, omdat men dan zou lijken op een arbeider. De pakken waren behoorlijk warm, want ze waren van wol gemaakt. Ze waren niet erg geschikt om mee te zwemmen. De kleuren waren ook meestal hetzelfde: rood, blauw of zwart. 
Het eerste badpak bestond uit meerdere delen. Aan het eind van de 19e eeuw werd er een badpak ontworpen dat maar uit 1 deel bestond. Het was een soort kostuum met een kraag en een broek tot over de knieën. Deze badpakken werden ook door heren gedragen. Als men ermee wilde zwemmen, dan kon men de kraag en de mouwen eraf halen. In de loop der tijd werden de badpakken steeds korter. Doordat een dame met een kort badpak een belangrijke zwemwedstrijd won, werd het korte badpak een rage. De mouwen werden schouderbanden. Ook werden er telkens meer draadjes en siervoorwerpen aan gehangen. Het was niet gemakkelijk om in een badpak van wol te zwemmen, omdat de stof erg zwaar werd. Daarom zocht men naar nieuwe materialen. Tricot bleek geschikter dan wol, want het was lang niet zo zwaar.
Nog steeds werd het badpak in de loop der jaren korter. In de jaren dertig kwamen de eerste badpakken met een blote rug. Ook kwam er weer een 2-delig badpak, de bikini. Er kwamen steeds meer badpakken die rond de armen en schouders geen stof meer hadden. Dat was vooral populair in de jaren zeventig. Badpakken hadden vanaf deze tijd weinig stof, want nu wilde men juist bruin worden. Aan het eind van de twintigste eeuw werden er steeds meer badpakken ontworpen voor de snelheid die ergonomisch aan het lichaam passen, met veelal een zogenaamde 'racerback' met gekruiste schouderbanden die de schouderbladen vrij houden voor een betere bewegingsvrijheid .
De huidige badpakken zijn meestal gemaakt van moderne rekbare stoffen als lycra (polyamide en elasthaan) of polyester, en zitten vaak strak aansluitend om het lichaam. Een lichaamsbedekkende vorm hiervan is de boerkini, een badpak dat lange mouwen en lange broekspijpen heeft.
De laatste jaren zijn er buiten de specifieke modellen die in de zwemsport worden gebruikt door mannen ook voor hen recreatieve zwempakken te koop. Het gaat hier om strak aansluitende simpel vormgegeven badkleding die het lichaam accentueert. In tegenstelling tot de wedstrijdzwempakken hebben deze geen korte broekspijpen maar gelijkt het pak op een simpel vormgegeven damesmodel.  .